# Liposukce
Liposukce, neboli odsávání tuku, je operace, při které je z různých míst lidského těla odsáván přebytečný tuk. Uplatňuje se především v kosmetické chirurgii, není však řešením obezity. Tuk se většinou odstraňuje pomocí cannuly a aspirátoru. Nejdříve se pomocí kanyly vpraví tumescenční roztok a poté se tuk v dané oblasti odsaje.
Ačkoli dieta může být lepší způsob, jak shodit na váze, některé partie nemusí vynaloženou snahu vůbec odrážet. Liposukce totiž není snadný způsob, jak shodit a ani alternativa k střídmosti či dietě. Její použití nastupuje právě tehdy, pokud je potřeba upravit konturu postavy. Množství odstraněného tuku se liší podle lékaře, použité metody i pacienta, ale obvykle se nepohybuje nad 5 kg. Existují totiž i určité limitní faktory, které určují, kolik může být bezpečně odstraněno v průběhu jedné operace. Pokud by totiž bylo odstraněno příliš, mohou se na kůži pacienta objevit neobvyklé nerovnosti.
Procedura může být podstoupena jak pod lokální, tak i pod celkovou anestézií. Bezpečnost celé procedury je závislá jak na množství odstraněného tuku, doktoru a použité anestézii, tak i na celkovém zdraví pacienta.

## Historie
Relativně moderní techniky konturování lidského těla a odstraňování tuku začínají s francouzským chirurgem Charlesem Dujarierem. Avšak tragický případ, který vyústil v gangrénu v nohou francouzské modelky  po proceduře vykonané doktorem Dujarierem v roce 1926 zmrazil zájem o vylepšování lidské postavy na několik následujících desetiletí.
Moderní liposukci uvedl na scénu až další francouzský chirurg dr. Yves-Gerard Illouz v roce 1982.

## Typy liposukce
Metody liposukce můžeme primárně dělit na suché a vlhké. Suchá – "klasická" – metoda je prováděna bez použití roztoku na ošetřovanou tkáň. Z toho důvodu je tato metoda poměrně nešetrná k podkožní tkáni a navíc dochází k vytvoření nerovností kůže. Provádí se v plné narkóze, kdy chirurg rozbíjí tukovou tkáň mechanicky.
Mezi modernější tumescentní metody (metody s použitím roztoku) patří:
- ultrazvuková liposukce – metoda, při které se využívá ultrazvuk pro rozpuštění tuku a následně se šetrně odsává
- laserová liposukce – odsátí tuku za použití laseru, podobně šetrné
- vibrační liposukce – metoda, při které vibrující kanyly usnadňují průnik tkání
- radiofrekvenční liposukce (BodyTite) – šetrná moderní metoda, která využívá teplo radiofrekvenčního proudu, jež zaručuje jednotné tvarování a vypíná kůži.

Dále je možné rozlišovat liposukci různých partií od břicha přes hýždě až po podbradek, popřípadě liposukci při celkové nebo částečné anestezii.